# Chideock Castle
Chideock Castle ist eine abgegangene Burg nördlich des Dorfes Chideock zwischen dem Markt Bridport und der Kleinstadt Lyme Regis im Südwesten der englischen Grafschaft Dorset.

## Geschichte
Im Jahre 1086 wurde die Siedlung Chideock im Domesday Book als „Cicihoc“ erwähnt. 1379–1380 ließ der Grundherr John de Chideock Chideock Castle direkt nördlich der Siedlung errichten. Im Hochmittelalter fiel das Anwesen an die katholische Familie Arundell, die es während der religiösen Verfolgung als Rückzugsort für Priester und loyale Parteigänger nutzte. In der Zeit der Regentschaft der protestantischen Königin Elisabeth I. wurde Chideock Castle das Zentrum des Katholizismus in Dorset und dort fand beträchtlicher theologischer Streit statt. Vier örtliche Katholiken – John Cornelius, Thomas Bosgrave, John Carey und Patrick Salmon – wurden Ende des 16. Jahrhunderts zu Märtyrern. Ihr Prozess fand in einem Gebäude statt, in dem sich heute das Chideock House Hotel befindet, und anschließend wurden sie in Dorchester hingerichtet. Man nannte die vier die „Märtyrer von Chideock“. Ein fünfter, Hugh Green, der 1612 der Kaplan der Siedlung wurde, fand 1642 den Märtyrertod. Alle fünf wurden am 15. Dezember 1929 seliggesprochen.
Im englischen Bürgerkrieg war Chideock auf royalistischer Seite und die Burg wechselte mehrmals die Besitzer, bis die Parlamentaristen unter dem Gouverneur von Lyme Regis, Colonel Ceeley, sie schließlich 1645 in Ruinen hinterließen.  Teile der Burg blieben bis mindestens 1733 erhalten, aber heute ist nur noch ein Teil des Burggrabens zu sehen. Er befindet sich in einem Feld, zu dem man über die Ruins Lane gelangt. Die Stelle ist mit einem Kruzifix zum Gedenken an die Märtyrer markiert.